# Liste der Monuments historiques in Mussig
Die Liste der Monuments historiques in Mussig führt die Monuments historiques in der französischen Gemeinde Mussig auf.

## Liste der Bauwerke
| Bezeichnung     | Beschreibung                                     | Standort                  | Kennzeichnung | Schutzstatus | Datum | Bild           |
| --------------- | ------------------------------------------------ | ------------------------- | ------------- | ------------ | ----- | -------------- |
| Hügelgräberfeld | etwa 55 eisenzeitliche Grabhügel in zwei Gruppen | westlich des Ortes (Lage) | PA00084811    | Classé       | 1989  | weitere Bilder |